# Simon Peter Wolverton

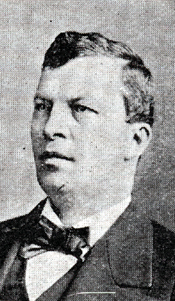
Simon Peter Wolverton

Simon Peter Wolverton (* 28. Januar 1837 in Rush, Northumberland County, Pennsylvania; † 25. Oktober 1910 in Sunbury, Pennsylvania) war ein US-amerikanischer Politiker. Zwischen 1891 und 1895 vertrat er den Bundesstaat Pennsylvania im US-Repräsentantenhaus.

## Werdegang
Simon Wolverton besuchte die öffentlichen Schulen seiner Heimat und die Danville Academy. Im Jahr 1860 absolvierte er die Lewisburg University, die heutige Bucknell University. Zwischen 1860 und 1862 leitete er als Principal die Sunbury Academy. Nach einem Jurastudium und seiner 1862 erfolgten Zulassung als Rechtsanwalt begann er in Sunbury in diesem Beruf zu arbeiten. Kurz darauf stellte er eine Kompanie auf und wurde deren Hauptmann. In den folgenden Jahren diente er während des Bürgerkrieges im Heer der Union. Nach dem Krieg schlug er als Mitglied der Demokratischen Partei eine politische Laufbahn ein. In den Jahren 1878, 1880 und 1884 gehörte er dem Senat von Pennsylvania an. 1884 war er erfolgloser demokratischer Kandidat für die Wahlen zum US-Senat.
Bei den Kongresswahlen des Jahres 1890 wurde Wolverton im 17. Wahlbezirk von Pennsylvania in das US-Repräsentantenhaus in Washington, D.C. gewählt, wo er am 4. März 1891 die Nachfolge von Charles R. Buckalew antrat. Nach einer Wiederwahl konnte er bis zum 3. März 1895 zwei Legislaturperioden im Kongress absolvieren. Im Jahr 1894 verzichtete er auf eine weitere Kandidatur. Nach seiner Zeit im US-Repräsentantenhaus praktizierte Simon Wolverton wieder als Anwalt. Er starb am 25. Oktober 1910 in Sunbury, wo er auch beigesetzt wurde.